# Jamey Johnson
Jamey Johnson (Enterprise, 14 luglio 1975) è un cantante statunitense.

## Biografia
Nel 2005 ha firmato un contratto discografico con la BNA Records. Ha quindi fatto il suo debutto con il singolo The Dollar nel 2006, inserito come title track nel suo album d'esordio. Abbandonata la BNA, si è accasato alla Mercury Nashville nel marzo 2008, etichetta che ha pubblicato il suo secondo disco. Nel 2010 è uscito il terzo album The Guitar Song, seguito a due anni di distanza da Living for a Song: A Tribute to Hank Cochran (2012), tributo a Hank Cochran. Come autore ha lavorato insieme a Trace Adkins, George Strait, James Otto, Joe Nichols e Jessie James.

## Premi
Nel 2007 ha ricevuto un premio dalla Academy of Country Music e uno dalla Country Music Association per la canzone Give It Away. Ha ricevuto tre candidature ai Grammy Awards 2009 tra cui quella nella categoria "miglior album country" (That Lonesome Song). Nel 2009 ha vinto nuovamente agli Academy of Country Music e ai CMA, in entrambi i casi nella categoria "canzone dell'anno" (In Color).

## Discografia
Album studio
- 2002 - They Call Me Country (autoprodotto)
- 2006 - The Dollar
- 2008 - That Lonesome Song
- 2010 - The Guitar Song
- 2012 - Living for a Song: A Tribute to Hank Cochran